# タプタプアテアのマラエ
タプタプアテアのマラエは、フランス領ポリネシアのライアテア島、タプタプアテア市オポア地区にある祭祀遺跡である。東部ポリネシアに数多く残る祭祀遺跡マラエの中でも、タプタプアテアのマラエはかつて最重要と位置づけられていたものであり、周辺の森林に覆われる2つの谷、ラグーンなどの自然景観も神話や宗教と結びついてきた。そのマラエの遺跡を含む文化的景観は2017年にUNESCOの世界遺産リストに登録された。

## 所在地
このマラエが存在するコミューンはタプタプアテアで、ソシエテ諸島を構成する風下諸島、ライアテア島の南東部に位置する。ライアテア島の古称「ハヴァイイ」（Havaii）は、ポリネシア人の伝説的な発祥の地であるとともに、死後に魂が帰る場所を意味した。
一帯はポリネシアン・トライアングルの中心付近に位置し、地球上で人類が最も遅く定住する地域だと見られる。

## 歴史
マラエ（Marae）とは、東部ポリネシアにおける野外宗教施設である。ポリネシア文化は東西で差が大きいことが指摘されており、西部（トンガ、サモアなど）が木造の「神の家」を築くのに対し、東部（ソシエテ諸島、クック諸島など）は、石造の祭祀場を築いた。「マラエ」はタヒチ語であり、呼び方が異なる地域もある。
ポリネシアのマラエは西暦700年ごろには作られ始めていたという説もあるが、当初は内陸に築かれた単純なものにすぎず、後に沿岸部に築かれるようになった。沿岸型のマラエは、石を敷き詰めた長方形の区画に、石造のアフ（Ahu、祭壇）を築くもので、ソシエテ諸島の場合、その機能は、複数の首長国に影響を及ぼす「汎国家的マラエ」、ひとつの首長国内で意味を持つ「国家的マラエ」、家族や職能ごとの小規模な「家族的マラエ」の3種に大別される。タプタプアテアのマラエは汎国家的マラエに分類され、国際的性格を持った唯一のマラエと位置づけられることもある。
マラエはいずれも神ないし祖霊を一時的に降ろす場と見なされており、タプタプアテアのマラエも此岸（Te Ao）と彼岸（Te Pō）を結ぶ場とされていた。
東ポリネシアでは海の神タンガロア、戦の神ツ（Tū）、農耕の神ロンゴ、森と生殖の神タネの4柱が主神とされ、ソシエテ諸島ではもともとタネが重視されていた。しかし、タンガロアの息子オロ神（'Oro）が生まれたとされるライアテア島オポア地区では、オロが祭られるようになった。ライアテア島では16世紀から17世紀に首長タマトア1世らによる宗教改革が行われ、オロが主神と位置づけられた。他の島々への宣教のためにアリオイと呼ばれる芸能集団が組織され、その芸能が現代に伝わるタヒチの踊りになったという。

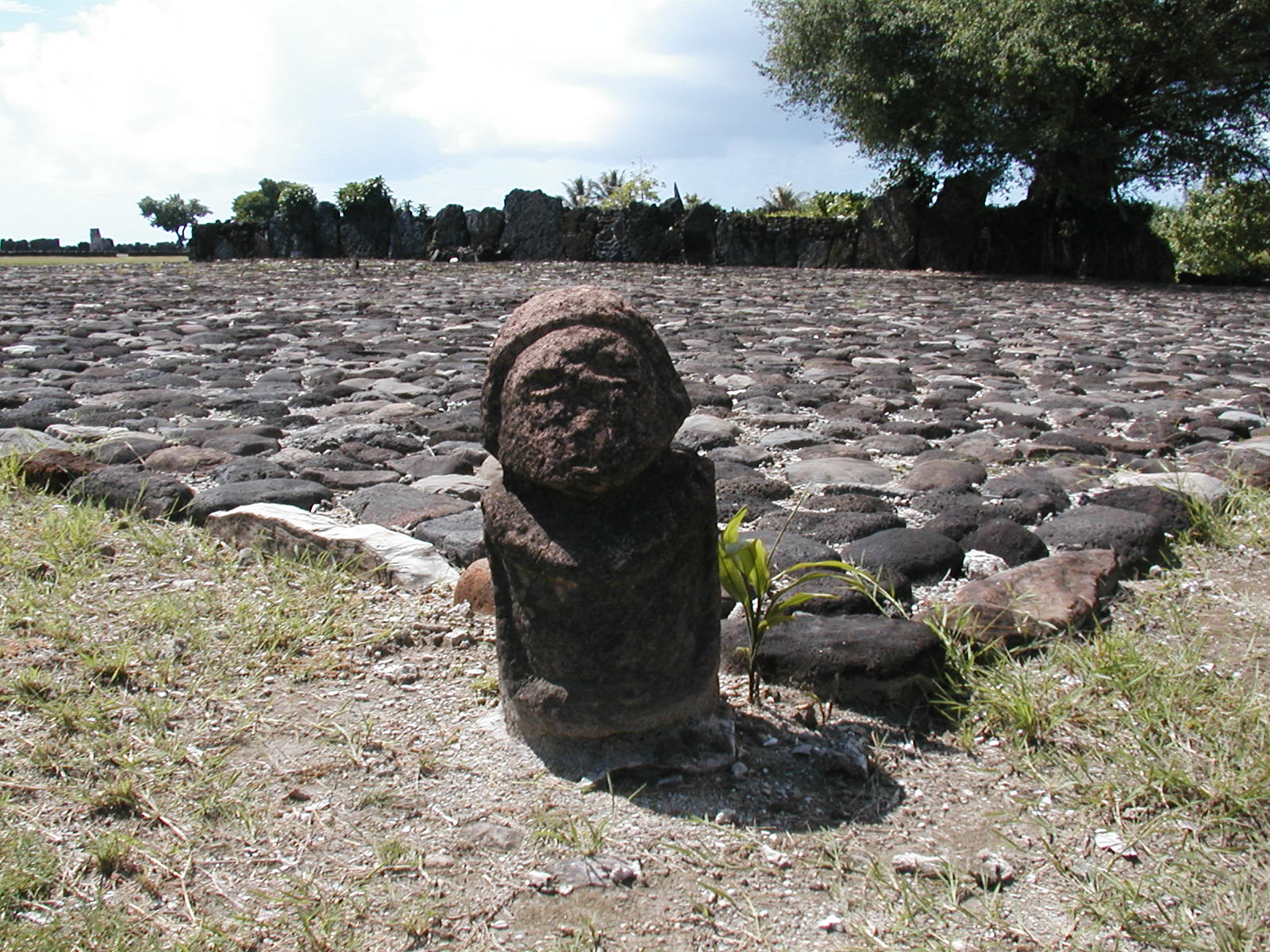
タプタプアテアのマラエの敷石と石像

現存するタプタプアテアのマラエは、上記の宗教改革の時期をはさむ14世紀から18世紀の間に、2段階（ないしそれ以上の段階）を経て形成されたと考えられており、ソシエテ諸島では最古のものである。現存するマラエのサイズは幅44 m、奥行き 60 mで、敷石に使われているのは玄武岩、アフに使われているのは玄武岩とサンゴである。
オロ信仰が広まると、タプタプアテアのマラエはソシエテ諸島のマラエの中でも最重要の地位を占めるようになった。重要な儀式などの際には、ニュージーランド、クック諸島、トンガ、ルルツ島（オーストラル諸島）などからも首長や使節が訪れたという。他の島でマラエを築く際には、繋がりを示すものとしてタプタプアテアのマラエの石が組み込まれた。また、他島の宗教施設の建設にも、タプタプアテアのマラエの神官が赴いた。ポリネシア各地にはライアテア島以外にも「タプタプアテアのマラエ」が残るが、いずれもライアテア島のそれにあやかったものだという。なお、この広域の宗教ネットワークを維持するために、アウトリガーカヌーの建造と航海術は不可欠な技術であった。
しかし、キリスト教を携えたヨーロッパ人たちが来航するようになると変化し、19世紀にオポアの首長たちが島の北部に移り住んだ後、タプタプアテアのマラエは廃れてしまった。
タプタプアテアのマラエに対する最初の法的な保護は1952年のアレテであり、1969年には修復工事も行われた。1994年には周辺の景観も保護対象となり、2010年代半ばにはマラエの史跡指定も含む保護の強化が行われた。そして、次の節に見るように、2017年には世界遺産リストに登録された。

## 世界遺産

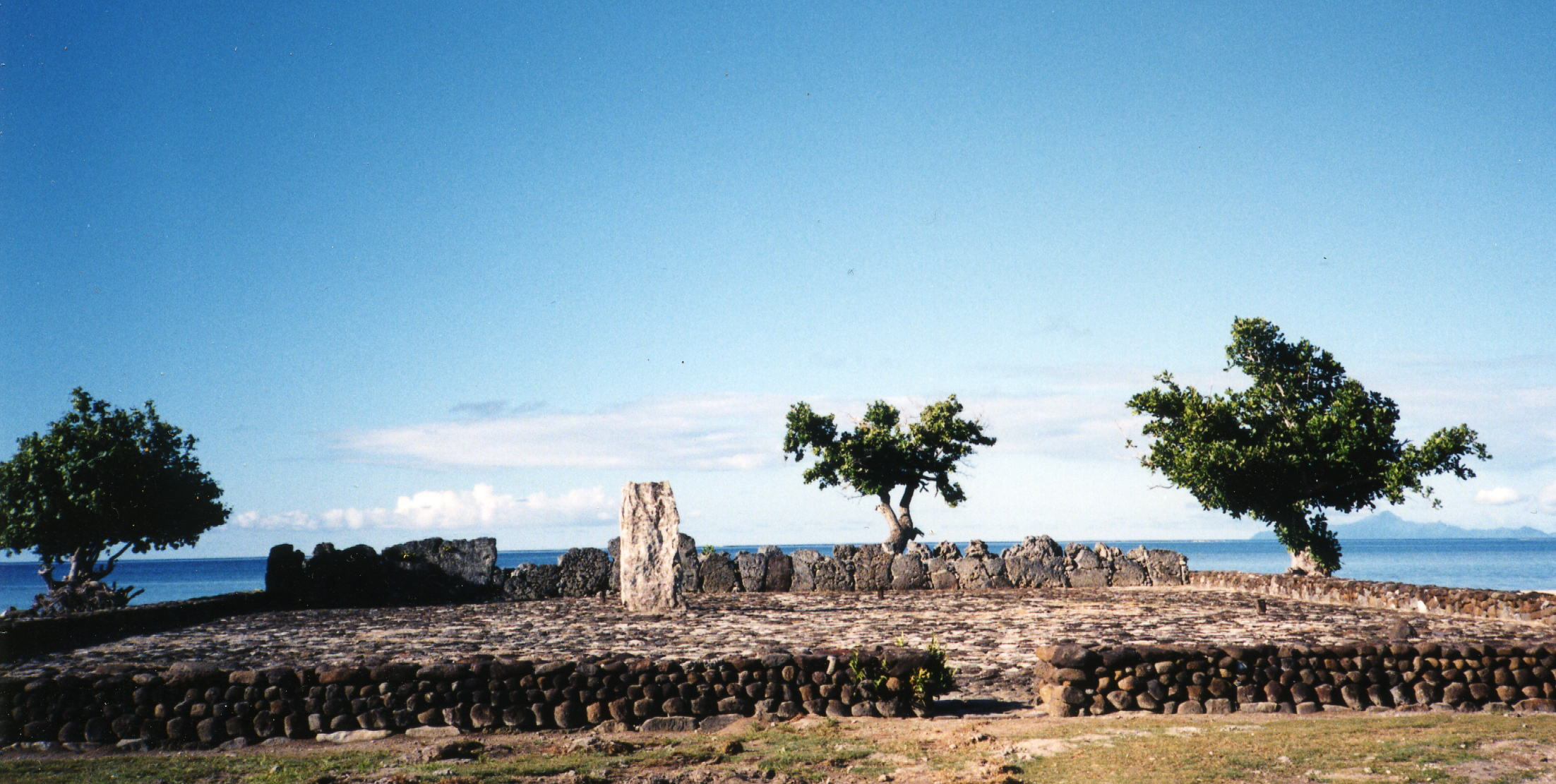
タプタプアテアのマラエと周辺

世界遺産としての「タプタプアテア」は、タプタプアテアのマラエのほか、より小さく、汎国家的性格を持たない他の3つのマラエ、テ・アバ・モア（Te Ava Moa、「聖なる水路」の意）と呼ばれたラグーン、内陸のマラエが残る渓谷、聖なる山とされたテアエタプ（Tea’etapu）、他にも小島、泉、丘陵、サンゴ礁などの景観が含まれる。渓谷の植生が多様で、ライアテア島の固有種、他のポリネシアの島々にも生息する種、そして古代のポリネシア人が栽培のために持ち込んだ食用作物が混在している。

### 登録経緯
タプタプアテアのマラエやその周辺景観は、2010年5月31日に世界遺産の暫定リストに記載され、2016年1月22日に正式な推薦書が世界遺産センターに提出された。
フランス当局は、オセアニアの自然の聖地であるウルル＝カタ・ジュタ国立公園（オーストラリアの世界遺産）、トンガリロ国立公園（ニュージーランドの世界遺産）のほか、文化的景観のロイ・マタ首長の領地（バヌアツの世界遺産）、考古遺跡のナンマトル : 東ミクロネシアの祭祀センター（ミクロネシア連邦の世界遺産）、複合遺産のパパハナウモクアケア（米国ハワイ州の世界遺産）などと比較しただけでなく、東アジアの巡礼地として富士山-信仰の対象と芸術の源泉（日本の世界遺産）、五台山（中華人民共和国の世界遺産）なども比較対象に取り入れ、その顕著な普遍的価値を主張した。
これに対し、世界遺産委員会の諮問機関である国際記念物遺跡会議（ICOMOS）は、その顕著な普遍的価値を認めるとともに、世界遺産リストの地域的・主題的な偏り（ヨーロッパの文化遺産が多い）を是正する上でも、このタプタプアテアを登録することには意義があるとした。
かくしてICOMOSは「登録」を勧告し、委員会審議でも登録が認められた。フランス領ポリネシアでは初の世界遺産、フランスの海外県・海外領土全体で見てもニューカレドニアの礁湖 : サンゴ礁の多様性と関連する生態系（2008年）、レユニオン島の尖峰群、圏谷群および絶壁群（2010年）に続き3件目、文化遺産では初の登録となった。

### 登録基準
この世界遺産は世界遺産登録基準のうち、以下の条件を満たし、登録された（以下の基準は世界遺産センター公表の登録基準からの翻訳、引用である）。
- (3) 現存するまたは消滅した文化的伝統または文明の、唯一のまたは少なくとも稀な証拠。
  - ICOMOSはこの基準の適用理由を「タプタプアテアは傑出した方法をもって、1000年間に及ぶマオヒ（英語版）の文明を説明している。その歴史は、海辺にあるタプタプアテアのマラエ関連遺産群と、高台の渓谷にある様々な考古遺跡群によって示されており、高台に住む農民と、海辺に居を構えた戦士・祭司・首長からなる社会組織を反映しているのである」[21]等とした。

- (4) 人類の歴史上重要な時代を例証する建築様式、建築物群、技術の集積または景観の優れた例。
  - ICOMOSはこの基準については、「タプタプアテアは、14世紀から18世紀にマオヒによって築かれ、信仰的・社会的機能を有していた宗教施設であるマラエについて、卓越した例証を提供する」[21]等と説明した。

- (6) 顕著で普遍的な意義を有する出来事、現存する伝統、思想、信仰または芸術的、文学的作品と直接にまたは明白に関連するもの（この基準は他の基準と組み合わせて用いるのが望ましいと世界遺産委員会は考えている）。
  - ICOMOSはこの基準については、「ポリネシアの先祖たちの故国として、タプタプアテアはポリネシア全域の人々にとって重要な意義を有する」[21]等と説明した。